# Гайке, Вольф-Дитрих
Вольф-Дитрих Гайке (нем. Wolf-Dietrich Heike; 1913, Пруссия, Германская империя — 30 ноября 1994, Лентинг, Бавария, ФРГ) — немецкий военачальник, участник Второй мировой войны, майор вермахта и начальник штаба 14-й дивизии СС «Галичина».

## Биография

### Молодость
Происходит из старинного немецкого рода. Окончив военную академию Мюнхена, продолжил отцовское дело и заступил на службу в вермахт.

### Вторая мировая война
Войну начал в составе 30-й пехотной дивизии на польском и французском фронтах. Во время войны на Восточном фронте принимал участие в военных приготовлениях Генерального штаба Вермахта во время операции «Тайфун». С 17 по 31 августа 1942 был штабным офицером 110-й пехотной дивизии, с 1 сентября по 18 октября 1942 состоял при 15-й танковой дивизии. С 15 марта по 25 июня 1943 учился в Военной академии Берлина, с 26 июня по 6 декабря 1943 находился при штабе 122-й пехотной дивизии.
1 января 1944 Гайке в звании майора вермахта направлен в 14-ю гренадерскую дивизию Ваффен-СС «Галиция». В отличие от других членов штаба, он не состоял в СС. Вместе с командиром дивизии, генералом Фрицем Фрейтагом он вёл переговоры с высшим авторитетными чинами вермахта и НСДАП, а также лично с Генрихом Гиммлером и губернатором дистрикта Галиция Отто Вехтером. Также он находился в постоянном контакте с референтом украинских старшин Дмитрием Палиевым. Гайке состоял при штабе дивизии вплоть до конца войны.
Согласно его воспоминаниям в мемуарах, отношения в дивизии СС «Галиция» между украинскими и немецкими военнослужащими были довольно натянутыми, поскольку зачастую приказы Фрайтага оставались непонятными для украинцев, и им постоянно был нужен переводчик. Фрайтаг не мог смириться с тем фактом, что в его дивизии несут службу хотя и признанные Гиммлером как «лица арийского происхождения», но не онемеченные до конца солдаты. Во время Львовско-Сандомирской операции Гайке был свидетелем того, как рядовой состав дивизии впадал в панику после артиллерийского обстрела со стороны советских войск, хотя никто из них прямо не переходил на сторону противника. Вместе с тем неумелые действия командования (сам Гайке отрицал вину рядовых солдат) привели к окружению и разгрому дивизии, а также потерям от 17 до 30 тысяч человек.

### После войны
Часть дивизии сдалась в плен британским и американским войскам после капитуляции Германии. Около двух лет Гайке пробыл в лагере военнопленных, однако был освобождён ввиду отсутствия каких-либо серьёзных преступлений. В 1947 году, ещё будучи в плену, он начал писать свои мемуары о службе в дивизии СС «Галиция» под названием «Они хотели свободы» (нем. Sie wollten die Freiheit). В 1970 году книга увидела свет как на немецком, так и на украинском языках (редактором украинской версии был Владимир Кубийович, который написал предисловие к книге). С 1950 по 1975 годы до выхода на пенсию Гайке работал на заводе Audi в Дюссельдорфе. Последние годы жизни провёл в Баварии.

## Награды
- Медаль «За выслугу лет в вермахте» 4-го класса (4 года)
- Медаль «В память 1 октября 1938 года»
- Железный крест 2-го и 1-го класса
- Нагрудный знак «За участие в общих штурмовых атаках»
- Крест За особые заслуги Главной Управы Братства